# Xenopelopia tincta
Xenopelopia tincta är en tvåvingeart som beskrevs av Roback 1971. Xenopelopia tincta ingår i släktet Xenopelopia och familjen fjädermyggor.
Artens utbredningsområde är Kalifornien. Inga underarter finns listade i Catalogue of Life.